# 伊莉莎白·巴丹戴爾
伊莉莎白·巴丹戴爾（1944年3月5日—）是一位法國女權主義作家、歷史學家，也是巴黎綜合理工學院的哲學教授。她在2010年因其著作《女人與母親角色的衝突》而被法國《新聞雜誌》評為當年法國最有影響力的知識份子。她是陽獅集團創辦人馬賽爾·布路斯坦-伯藍肯（Marcel Bleustein-Blanchet）的女兒，其丈夫為前法國司法部部長羅貝爾·巴丹戴爾。她也是2009年第56名富有的法國公民，坐擁6.52億歐元的財富。